# Raymundo Damasceno Assis
Raymundo Damasceno Assis (n. Capela Nova, Minas Gerais; 15 de febrero de 1937) es un cardenal y arzobispo brasileño. Actualmente es el  Arzobispo Emérito de Aparecida.

## Biografía

### Formación
Licenciado en Teología por la Pontificia Universidad Gregoriana de Roma. 

### Sacerdocio
Fue ordenado sacerdote en Conselheiro Lafaiete el 19 de marzo de 1968 por el arzobispo José Baptista de Almeida Newton. Comenzó trabajando en la Archidiócesis de Brasilia, empezando como coordinador de la catequesis, como párroco de la Parroquia del Santísimo Sacramento, y también fue canciller, cofundador, y profesor del Seminario Mayor de Nuestra Señora de Fátima, y fue también profesor de filosofía en la Universidad de Brasilia.

### Episcopado
Fue nombrado el 18 de junio de 1986, por el papa Juan Pablo II y consagrado por el cardenal José Freire Falcāo, como Obispo de la Diócesis de Novapiedra en Argelia, y también fue nombrado Obispo auxiliar de Brasilia.
El 28 de enero de 2004, fue nombrado por el papa Juan Pablo II, como Arzobispo de la Arquidiócesis de Aparecida en Brasil, sucediendo al anterior arzobispo el cardenal Aloísio Lorscheider.
Desde 2007, Raymundo Damasceno, fue elegido como nuevo presidente del Consejo Episcopal Latinoamericano (CELAM), sucediendo en la presidencia al cardenal Francisco Javier Errázuriz Ossa, hasta que en 2011 lo sustituyó en el cargo el arzobispo Mons. Carlos Aguiar Retes.
En 2011, fue elegido durante cuatro años como nuevo Presidente de la Conferencia Nacional de Obispos de Brasil (CNOB, o conferencia episcopal brasileña), sucediendo en el cargo de presidente al cardenal Geraldo Majella Agnelo.

### Cardenalato
El papa Benedicto XVI, durante el consistorio celebrado el 20 de noviembre de 2010, elevó ha Raymundo Damasceno, al rango de cardenal presbítero dándole el título presbiteral en la diaconía de la Inmaculada Concepción en Tiburtino.
Raymundo Damasceno, tras la renuncia del papa Benedicto XVI al pontificado, fue uno de los 115 cardenales electores en el Cónclave de 2013.
Es miembro del Pontificio Consejo para las Comunicaciones Sociales y de la Pontificia Comisión para América Latina.
Durante el pontificado del papa Francisco fue designado en el cargo de presidente delegado del Sínodo extraordinario de obispos sobre la familia (2014), junto con el arzobispo de París André Vingt-Trois, y el arzobispo de Manila Luis Antonio Tagle.
El 16 de enero de 2016 fue nombrado miembro de la Pontificia Comisión para América Latina.